# Trombó
El trombó de vares o trombó de colissa és un instrument de vent-metall que consisteix en un cos bàsicament cilíndric, tret del pavelló, que té forma de campana i que incorpora una peça, la vara o colissa, que permet, mitjançant un lliscament, modificar la longitud del tub. La colissa substitueix en aquest cas la funció que en altres instruments, com la trompeta, fan les vàlvules o pistons.
El seu so es fonamenta en el principi de la sèrie d'harmònics naturals. La colissa, que permet allargar el cos del trombó quasi en dos terços, té set posicions definides a una distància cadascuna d'un semitò. Sobre aquestes notes fonamentals i amb la pressió d'aire que la persona instrumentista hi comunica per mitjà de l'embocadura, es produeixen la resta de notes que s'inclouen en el trombó tenor, el més habitual.
El trombó prové dels sacabutxos i és un dels pocs instruments que en l'actualitat conserva una forma pràcticament igual a com originàriament va ser creat. Els seus orígens es remunten al Renaixement, època en la qual el sacabutx era un instrument molt emprat i que ja en el segle xvi va donar peu a tota una família d'instruments de forma quasi idèntica als trombons actuals i per als quals es van escriure nombroses partitures.
La utilització dels trombons en l'orquestra ha quedat pràcticament reduïda als trombons tenors, que en l'actualitat incorporen una clau que permet allargar l'extensió de l'instrument en el registre greu.
Existeix, també, el trombó de pistons, que entre nosaltres té un ús que pràcticament queda circumscrit a la cobla.

## Tipus de trombó

### Trombó tenor

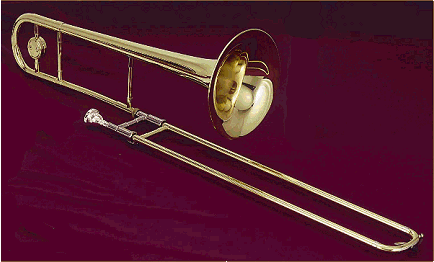
Trombó tenor

Un trombó tenor estàndard està construït en Si♭ (tot i que no es considera un instrument transpositor). Un trombó convencional té set posicions situades al llarg de la vara, sobre les quals es construeixen els harmònics per interpretar totes les notes. El trombó està en primera posició (I) quan la vara està totalment tancada, i en la setena posició (VII) quan es retira fins al final. D'una posició a altra hi ha un semitò (un pas en l'escala cromàtica). El to més baix que es pot reproduir en un instrument estàndard és Mi1, encara que s'hi poden interpretar amb el llavi notes més greus i "notes pedals".

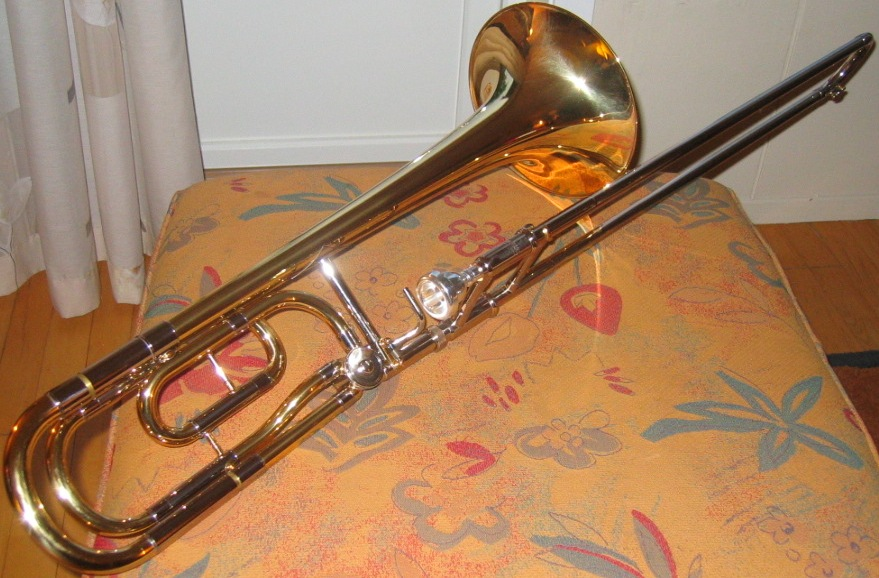
Trombó tenor amb vàlvula de quart

Els trombons tenors moderns tenen sovint unes notes extra que s'activen per una vàlvula, en general a una distància d'interval de quarta descendent. Normalment s'utilitza la vàlvula de rotor, però a poc a poc s'han convertit en comuns altres tipus de vàlvules, especialment la "vàlvula de Thayer". Quan es pressiona la vàlvula, es canvia el to natural de l'instrument. Això fa que sigui més fàcil i ràpid passar a intervals grans, i poder exercir les notes més baixes. En aquest cas, la distància entre les posicions de la vara són més llargues que quan la vàlvula està oberta, i només hi trobem sis posicions (en comparació amb les set normals). Tanmateix, habitualment només se n'utilitzen les dues primeres.

### Trombó baix
El trombó baix modern també ha estat desenvolupat en Si♭ però s'anomenen les notes com si estiguessin en Do. Té la mateixa longitud que un trombó tenor, però un major diàmetre interior del tub i dues vàlvules que poden canviar el to natural de l'instrument.
En versions anteriors d'un trombó baix, en general la vàlvula 2 depenia de la primera vàlvula, un sistema anomenat "dependent". Normalment, la vàlvula 1 transporta l'instrument a Fa i combinada amb la vàlvula 2, canvia a Do. En els instruments més moderns, les dues vàlvules són independents, i en solitari, la vàlvula 2 transporta l'instrument a Sol. Les dues vàlvules fan que sigui més fàcil tocar notes baixes. També fan que sigui possible cobrir la bretxa entre el primer harmònic i el fonamental.
Les posicions del trombó baix són les mateixes que les del trombó tenor.
Sol haver-hi un trombó baix en una orquestra simfònica estàndard. També s'utilitzen sovint en les Big Bands i les bandes de música, així com en els conjunts de metall.

### Altres trombons
El trombó contrabaix és probablement la variant més extrema, afinat en Si♭, una octava més baix que el tenor i trombó baix. Hi ha diferents maneres de construir un trombó de doble longitud. Una manera eficaç prou comuna és ampliar-ne la distància entre les posicions fins al doble. També el trobem afinat en Fa. Fou emprat per Richard Wagner en L'anell del nibelung.
El trombó alt està afinat en Mi♭ o Fa, i és més petit que el trombó tenor. Com que és més curt, les posicions són diferents del tenor i baix. El so és més brillant. El trombó alt és utilitzat principalment en orquestres simfòniques, tot i que també té història com a instrument solista. Alguns compositors moderns han redescobert l'instrument i comença a sorgir en composicions modernes.
El trombó soprano està afinat en Si♭, però una octava amunt respecte al tenor, i produeix un so més brillant. En molts aspectes es pot considerar una "trompeta característica", utilitzant sovint el broquet de trompeta. El trombó soprano s'utilitza en conjunts de metall. Hi ha unes quantes peces clàssiques escrites per a l'instrument. La història del trombó soprano és incerta; probablement no és un instrument clàssic, sinó més aviat un trombó de disseny modern.
El trombó sopranino i el trombó piccolo encara són menys comuns, i fins i tot extremadament rars. S'utilitzen a vegades en conjunts formats exclusivament per diversos trombons.

### Tipus de vàlvules
Tradicionalment, la vàlvula de rotor ha estat l'estàndard per a les vàlvules de quarta del trombó tenor i la vàlvula de quarta i de 2 en el trombó baix. El 1800, es van produir alguns trombons amb vàlvula de pistó; sembla, però, que és molt poc pràctic, i que ha tingut un efecte advers sobre el so. Aquest efecte advers també ha fet que des del 1990 fins als nostres dies hi haja hagut un gran desenvolupament en l'àrea de la vàlvula del trombó. La Thayer és potser el més conegut dels tipus de vàlvules noves; també en trobem d'altres, com ara la Greenhoe, Hagmann, Connecticut's Christian Lindberg Valve i K-vàlvula de Bach Stradivarius, que han gaudit d'una àmplia difusió. L'última incorporació en aquesta família és Shire TruBore. Un fet comú a tots aquests tipus de vàlvules és que donen un flux d'aire lliure a través de l'instrument i un so més obert.

## Història

### Renaixement i Barroc

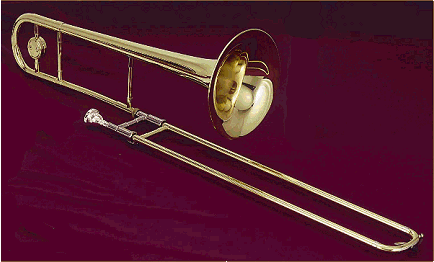
Un trombó

El sacabutx s'utilitzà àmpliament a tot Europa, des de la seva aparició al segle xv fins a mitjan segle xvii. Va ser utilitzat en esdeveniments a l'aire lliure, en concerts i en entorns litúrgics. Els grups on formava part anaven des de les capelles, conjunts de vent amb veus, i els primers conjunts orquestrals en entorns religiosos com la Basílica de Sant Marc a Venècia a principis del segle xvii. Alguns compositors famosos que escriuen per a trombó en aquest període són: Giovanni Gabrieli i el seu oncle Andrea Gabrieli, Claudio Monteverdi i Heinrich Schütz. També hi ha alguns temes en solitari escrits específicament per al trombó al segle xvii.
Quan el sacabutx torna a l'ús comú de nou a Anglaterra al segle xviii, la música italiana era tan influent que es coneixia com a "trombó", [1] tot i que altres països utilitzen el mateix nom en la història de l'instrument: trombó italià i en alemany Posaune. El trombó al segle xvii es construïa en dimensions lleugerament més petites que els trombons moderns, i tenia una campana més cònica.
Durant el període barroc, Johann Sebastian Bach i Georg Friedrich Händel utilitzen el trombó en algunes ocasions; Bach l'empra en combinació amb la corneta per evocar el stile antico en algunes de les seves cantates i Händel l'utilitza en la Marxa Dead de Saül, Samsó, i d'Israel a Egipte, tots exemples d'un nou estil d'oratori popular durant la primeria del segle xviii.

### Classicisme
L'ús del trombó en l'època clàssica es limita principalment a Àustria, on el repertori de solista de trombó i la literatura de cambra té els inicis amb compositors com Leopold Mozart, Georg Christoph Wagenseil, Johann Albrechtsberger i Johann Ernst Eberlin, que feren ús de l'instrument sovint en associació amb una veu.
Joseph Haydn i Wolfgang Amadeus Mozart utilitzen els trombons en una algunes de les seves obres sacres, el més conegut en fou el "Tuba Mirum" del seu Rèquiem. Mozart també usa trombons en diverses de les seves òperes, com ara Don Giovanni. La inspiració per a moltes d'aquestes obres foren instrumentistes virtuosos en les capelles de Viena i Salzburg.
El trombó conserva les seves associacions tradicionals amb la casa de l'òpera i de l'Església durant el segle xviii i va ser emprat en general en l'habitual trio alt/tenor/baix per donar suport a les veus més baixes del cor, tot i que en l'orquestra de la cort vienesa el mestre de capella Johann Joseph Fux va rebutjar una sol·licitud d'un trombó baix el 1726 i restringí l'ús de trombons a alt i tenor sol; que seguia sent el cas fins gairebé al final del segle xix a Viena, i després s'afegia quan calia un segon trombó tenor.
La construcció del trombó canvià relativament poc entre el barroc i el període clàssic, amb la característica més evident de la campana una mica més oberta.
El primer ús del trombó en una simfonia va ser el 1807 en la Simfonia en Mi Major del compositor suec Joachim Nicolas Eggert, tot i que el compositor acreditat generalment amb la seva introducció a l'orquestra simfònica va ser Ludwig van Beethoven, que l'utilitzà en l'últim moviment de la Simfonia núm. 5 en do menor (1808). Beethoven també usa trombons en la Simfonia núm. 6 en fa major ("Pastoral") i la Simfonia núm. 9 ("Coral").

### Romanticisme

#### Orquestres delseglexix
Molts compositors van ser directament influenciats per l'ús de Beethoven de trombons, i s'integrà totalment en l'orquestra a la dècada de 1840. Els compositors de mitjan segle xix, com Franz Schubert, Franz Berwald, Robert Schumann, Felix Mendelssohn Bartholdy, Richard Wagner, Hector Berlioz, Gioacchino Rossini, Giuseppe Verdi, Franz Liszt, i Charles Gounod, van incloure trombons en les seves òperes, simfonies i altres composicions orquestrals.
El segle xix també va veure l'eclosió del trio tradicional de trombó alt/tenor/baix en l'orquestra. Mentre que el trio de trombó havia estat aparellat amb una o dues cornetes durant el Renaixement i el Barroc primerenc, la desaparició de la corneta o la seva eventual substitució per l'oboè i el clarinet no va alterar fonamentalment la raó de ser dels trombons, que donava suport a les veus de contralt, tenor i baix del cor (normalment en un entorn eclesiàstic). La introducció dels trombons en l'orquestra, però, va aliar més estretament els trombons amb les trompetes i no va passar molt de temps perquè un trombó tenor addicional en reemplacés l'alt. Els alemanys i austríacs van mantenir el trombó un període més llarg que els francesos, que va arribar a preferir una secció de tres trombons tenors fins després de la Segona Guerra Mundial. En altres països, el trio de dos trombons de tenor i un de baix es va convertir en estàndard a mitjan segle xix.
En el moment en què el trombó passa a formar part de les orquestres i les òperes, l'instrument deixa d'emprar-se habitualment a les catedrals o en la música de cort. Als músics militars se'ls va proporcionar instruments, i alguns com el llarg trombó baix F o I van romandre en ús militar fins al voltant de la Primera Guerra Mundial. Els músics d'orquestra van adoptar la versió de trombó amb la gamma més àmplia que podien aplicar fàcilment a qualsevol de les tres parts de trombó. L'aparició de trombons de vàlvules en el segle xix alterà poc la composició de la secció de trombons d'orquestra; tot i que va ser expulsat d'orquestres d'Alemanya i França, el trombó de pistons va seguir sent popular gairebé íntegrament en països com Itàlia i Bohèmia, i compositors com Giuseppe Verdi, Giacomo Puccini, Bedřich Smetana i Antonín Dvořák compongueren per a una secció trombó de pistons.
Especialment l'oficleide, o més tard la tuba, s'adjuntaren al trio de trombó durant el segle xix. Els experiments amb diferents constitucions de la secció de trombons durant els segles XIX i XX, incloent a més de Richard Wagner, amb un trombó contrabaix en Der Ring des Nibelungen i Gustav Mahler i Richard Strauss l'augment ocasional d'un segon trombó baix que el trio habitual de dos trombons tenors i un trombó baix, no han tingut efecte durador; la majoria de les obres orquestrals a finals del segle xix tenien dos trombons tenor, trombó baix i una tuba.

#### Bandes de música delseglexix
Els trombons han estat part de la banda de vent des dels seus inicis durant la Revolució Francesa. Al llarg del segle xix es crearen bandes de vent, militars i civils (principalment al País Valencià) i bandes de circ. Alguns d'aquests grups, especialment les bandes militars d'Europa, van fer ús de trombons cap enrere, amb la campana darrere de l'espatlla esquerra de l'instrumentista.
Aquestes diferents bandes de vent tenien un repertori limitat amb poques composicions originals que consistien sobretot en transcripcions orquestrals, arranjaments de cançons populars, i peces de funció per a solistes (generalment cornetes, cantants i violinistes). Una obra notable per a banda de vent és d'Hector Berlioz (1840): Gran symphonie funèbre et Triomphale, que utilitza un sol de trombó en el segon moviment.
Cap al final del segle xix, comencen a aparèixer trombons com a solistes en bandes de vent nord-americans. El més notable va ser Arthur Pryor, que va tocar amb la Sousa Band i més tard va formar-ne la seva pròpia.

#### Pedagogia alseglexix
En l'època romàntica, Leipzig va esdevenir un centre de pedagogia del trombó. El trombó es comença a ensenyar a la nova Escola Superior de Música fundada per Felix Mendelssohn Bartholdy. Més tard, el Conservatori de París i els seus concursos anuals també contribuirien a l'educació del trombó. A l'acadèmia de Leipzig, el trombonista baix de Mendelssohn, Karl Traugott Queisser, fou el primer d'una llarga llista de distingits professors de trombó. Alguns compositors feren obres per a Quiesser, com ara Ferdinand David (concertino de Mendelssohn), que va escriure el 1837 Concertino per a trombó i orquestra, i Ernst Sachse i Friedrich August Belcke, encara populars avui en dia a Alemanya. Queisser gairebé en solitari ajudà a restablir la reputació del trombó a Alemanya i començà una tradició de joc amb trombó que encara es practica avui. Va defensar i popularitzar el nou trombó tenorbaix de Christian Friedrich Sattler durant la dècada del 1840, que va portar al seu ús generalitzat en les orquestres de tota Alemanya i Àustria.

#### Construcció alseglexix
Sattler va tenir una gran influència en el disseny del trombó. Va introduir una important ampliació de la perforació (la més important des del Renaixement), les innovacions de Schlangenverzierungen (decoracions de serp), la garlanda de la campana, i les flamarades característiques que encara es troben en trombons de fabricació alemanya àmpliament copiades durant el segle xix.
El trombó ha millorat encara més en el segle xix amb l'addició de "mitjanes" al final de la corredissa interior per reduir-ne la fricció, el desenvolupament de la tecla d'expulsar l'aigua de condensació de la botzina, i l'addició ocasional d'una vàlvula per augmentar la gamma dels trombons tenor i baix. A més, el trombó de pistons en la dècada de 1830, poc després de la invenció de les vàlvules, era d'ús comú a Itàlia i Àustria en la segona meitat del segle.

### Segle XX

#### Orquestres delseglexx
Al segle xx el trombó va mantenir el seu lloc important en l'orquestra amb parts prominents en obres de Richard Strauss, Gustav Mahler, Arnold Schoenberg, Alban Berg, Maurice Ravel, Darius Milhaud, Olivier Messiaen, Igor Stravinsky, Dmitri Shostakovich, Sergei Rachmaninov, Sergei Prokofiev, Ottorino Respighi, Edward Elgar, Gustav Holst, Ralph Vaughan Williams, Benjamin Britten, William Walton, Jean Sibelius, Carl Nielsen, Leoš Janáček, George Gershwin, Aaron Copland, Leonard Bernstein i Béla Bartók.
Amb l'auge de les escoles de música, i de música gravada, les seccions orquestrals de trombó de tot el món van començar a tenir una idea més consistent del so de trombó estàndard. Les orquestres britàniques van abandonar l'ús de petits tenors i G baixos en favor d'un enfocament americanoalemany de grans tenors i baixos de calibre B en la dècada del 1940. Les orquestres franceses van fer el mateix en la dècada del 1960.

#### Instrument solista i música de cambra alseglexx
A la segona meitat del segle, nous compositors van començar a donar importància al trombó en la música solista i de cambra. Peces com Octandre d'Edgard Varèse, la Sonata de Paul Hindemith, de Charles Wuorinen el Trombone Trio i de Luciano Berio Sequenza V obriren camí per a compositors menys coneguts per construir un repertori més ampli. Les opcions populars inclouen avui de Stjepan Sulek Vox Gabrieli, Sonatine de Jacques Castérède i de Jean Michel Defaye Deux Danses. Alguns concerts per a trombó coneguts d'aquest període inclouen obres de Pascal Dusapin, Derek Bourgeois, Lars-Erik Larsson, Launy Grondahl, Nino Rota, Christopher Rouse i Henri Tomasi. Gen Sandström compongué dos concerts que es realitzaren per Christian Lindberg, el seu Trombone Concerto No 1 (1990) anomenat Moto Odyssey o Concerto. El 1995-6, Johan de Meij va escriure la seva T-Bone Concert per a trombó i orquestra de vents. Artistes com Mark Hetzler han gravat obres de Berg, Webern, i Stravinsky transcrites d'altres instruments (com l'oboè, clarinet i cordes) per mostrar la dificultat, la versatilitat i la gamma de la música en solitari del trombó d'una alta sensibilitat.

### Usos contemporanis
Avui en dia, el trombó es pot trobar en conjunts de vent i bandes de concert, orquestres simfòniques, bandes de música, bandes militars, i cors de vent. En la música de cambra, s'utilitza en quintets, quartets, vent o trios. La grandària d'un cor de trombó pot variar molt de cinc o sis, a vint o més membres.
Els trombons també són comuns en swing, en jazz (per exemple, Curtis Fuller, Glenn Miller, Melba Liston, Jay Jay Johonson, Bob Brookmayer), merenga, salsa (per exemple, Jimmy Bosch, Luis Bonilla, i Willie Colón), R & B (per exemple, Nils Landgren) ska (per exemple, Don Drummond i Nova Orleans second line, marching bands).